# Dan Graham
Dan Graham (Urbana (Illinois), 31 maart 1942 – New York, 19 februari 2022) was een Amerikaanse kunstenaar.

## Leven en werk
Graham wordt gerekend tot moderne stromingen als minimal art, conceptuele kunst en performancekunst. Bovendien schreef hij rockmuziek, was kunst- en architectuurcriticus, auteur, beeldhouwer en was medewerker bij architecten en kunstenaars.
Met name zijn Pavillons werden overal in Europa en Japan geaccepteerd en tentoongesteld, zoals op de documenta 7 (1982) in Kassel en in het beeldenpark van het Kröller-Müller Museum vanaf 1985 (Two Adjacent Pavillions). Graham kreeg evenwel in de Verenigde Staten niet die erkenning, die zijn vrienden en tijdgenoten Robert Smithson, Gordon Matta-Clark, Vito Acconci, Sol Lewitt, Carl Andre, Dan Flavin en vele anderen wel kregen.
Dan Graham leefde en werkte in New York.

## Werk in Nederlandse Musea
In Nederland zijn werken van Dan Graham opgenomen in de collecties van onder andere Museum De Pont, het Van Abbemuseum, Boijmans van Beuningen en Kröller-Müller Museum.

## Fotogalerij

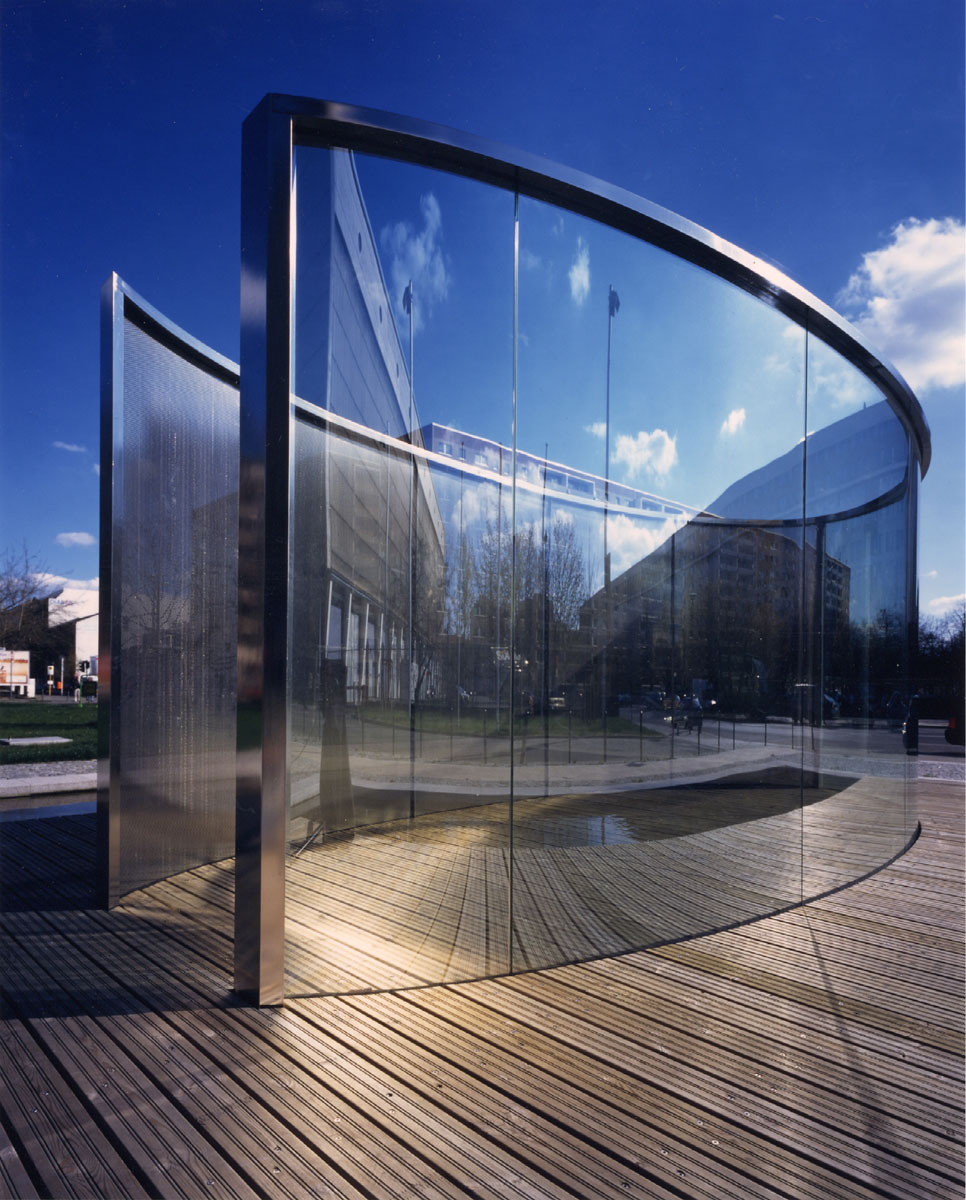
Paviljoen in Berlin-Mitte
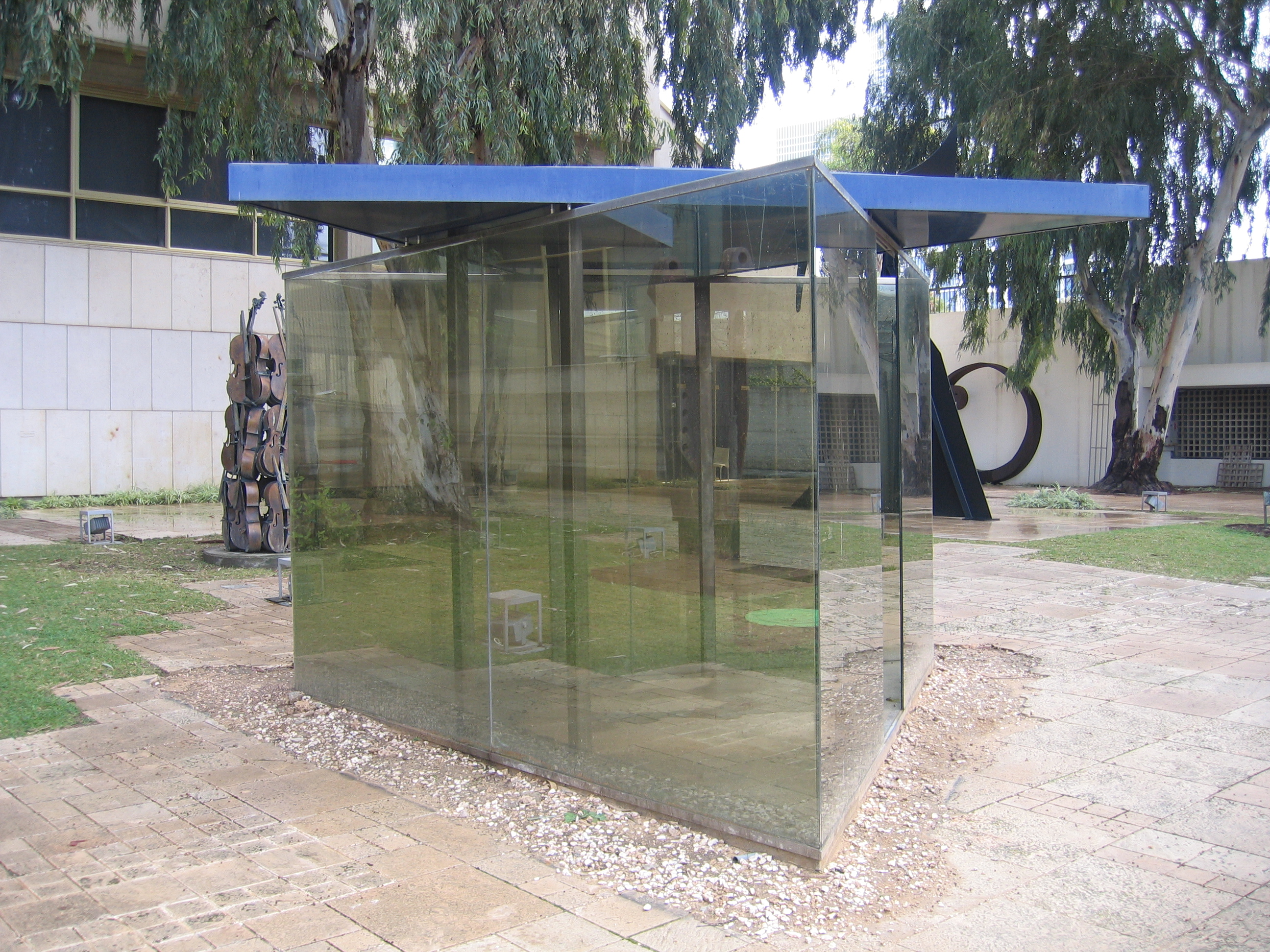
Paviljoen The Lola Beer Ebner Sculpture Garden, Tel Aviv
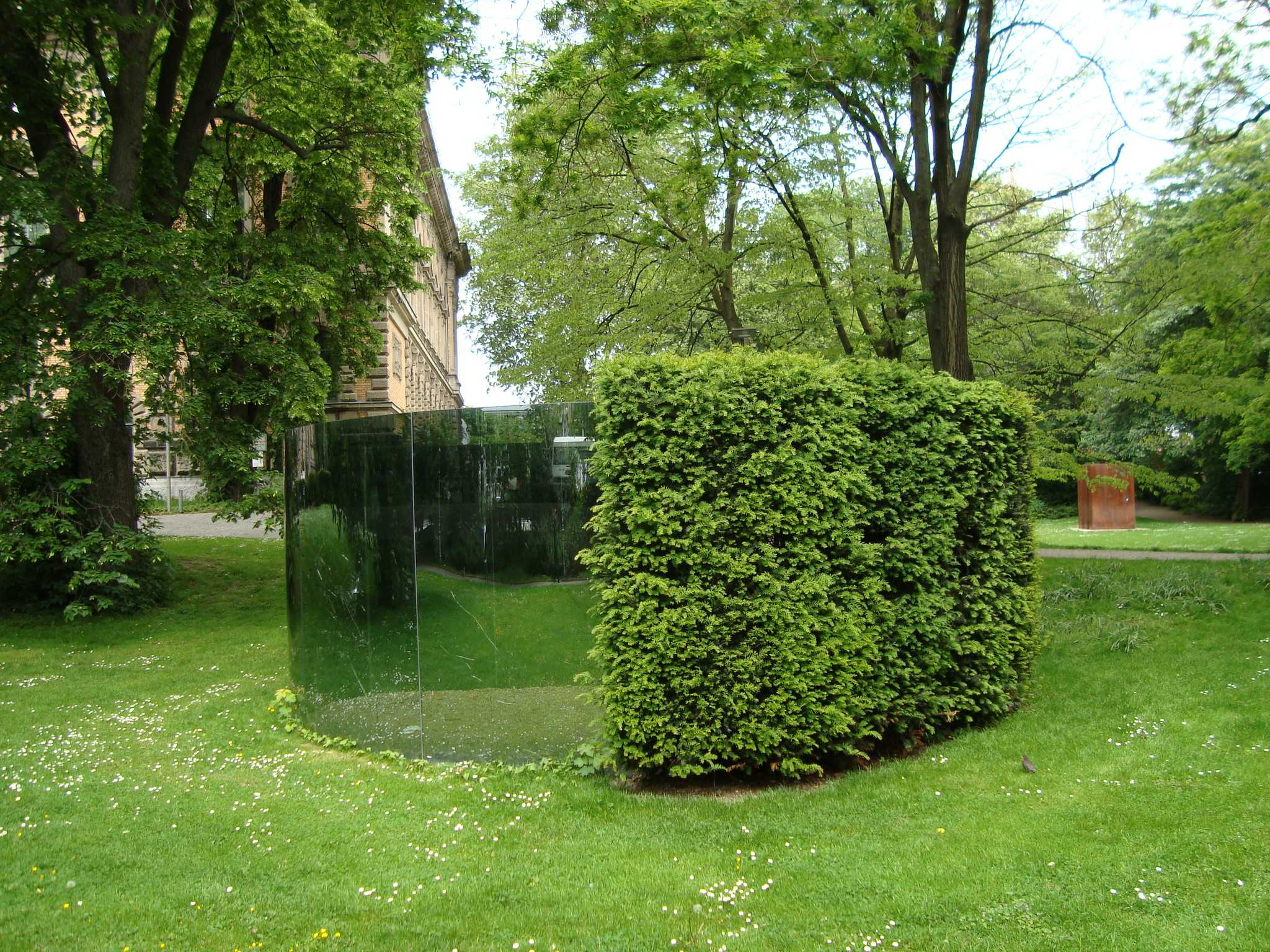
Two Way Mirror Hedge (2001), Düsseldorf
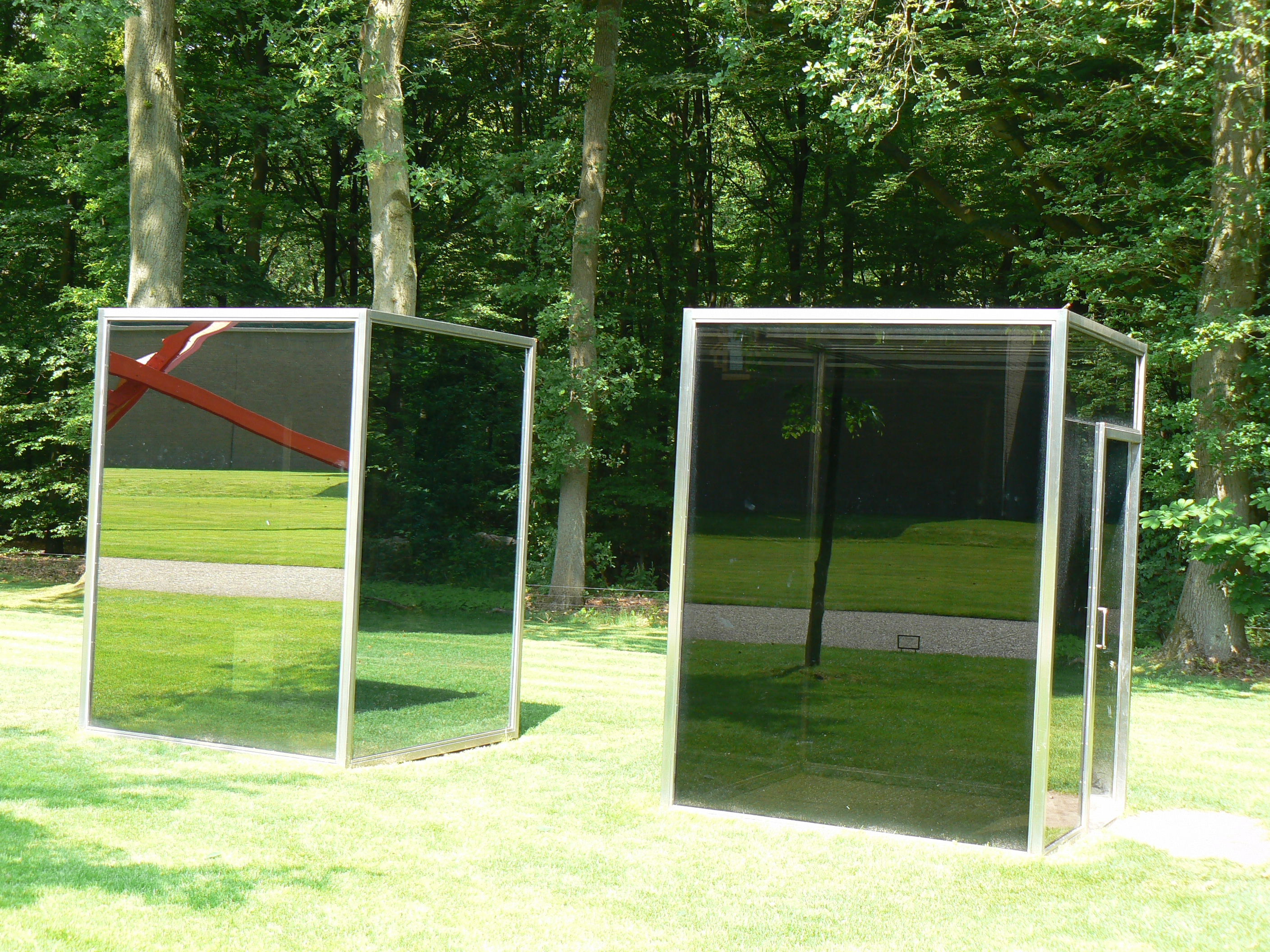
Two Adjacent Pavillions, Beeldenpark van het Kröller-Müller Museum
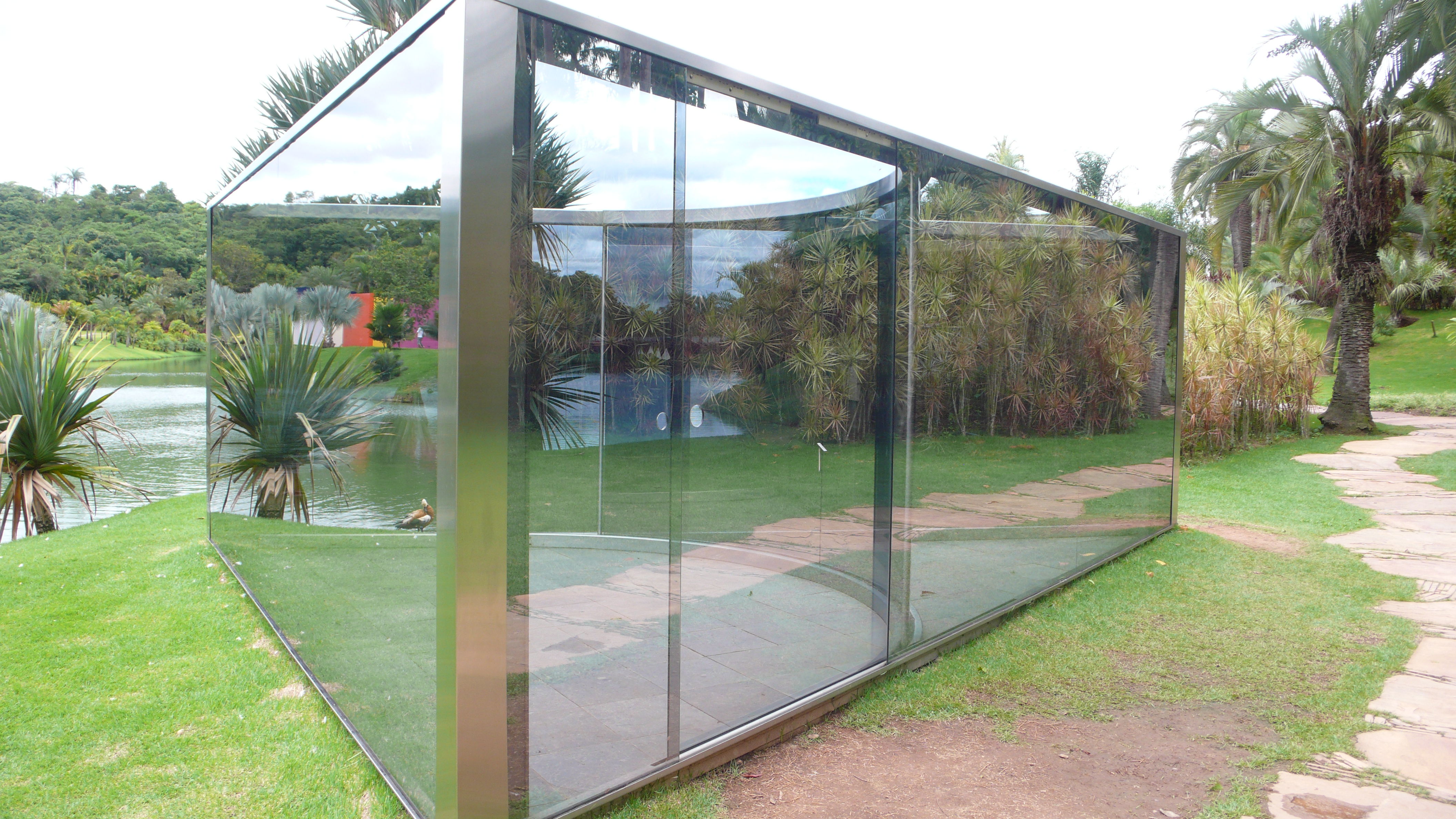
Bisected Triangle, Interior Curve (2002), Inhotim, Brumadinho
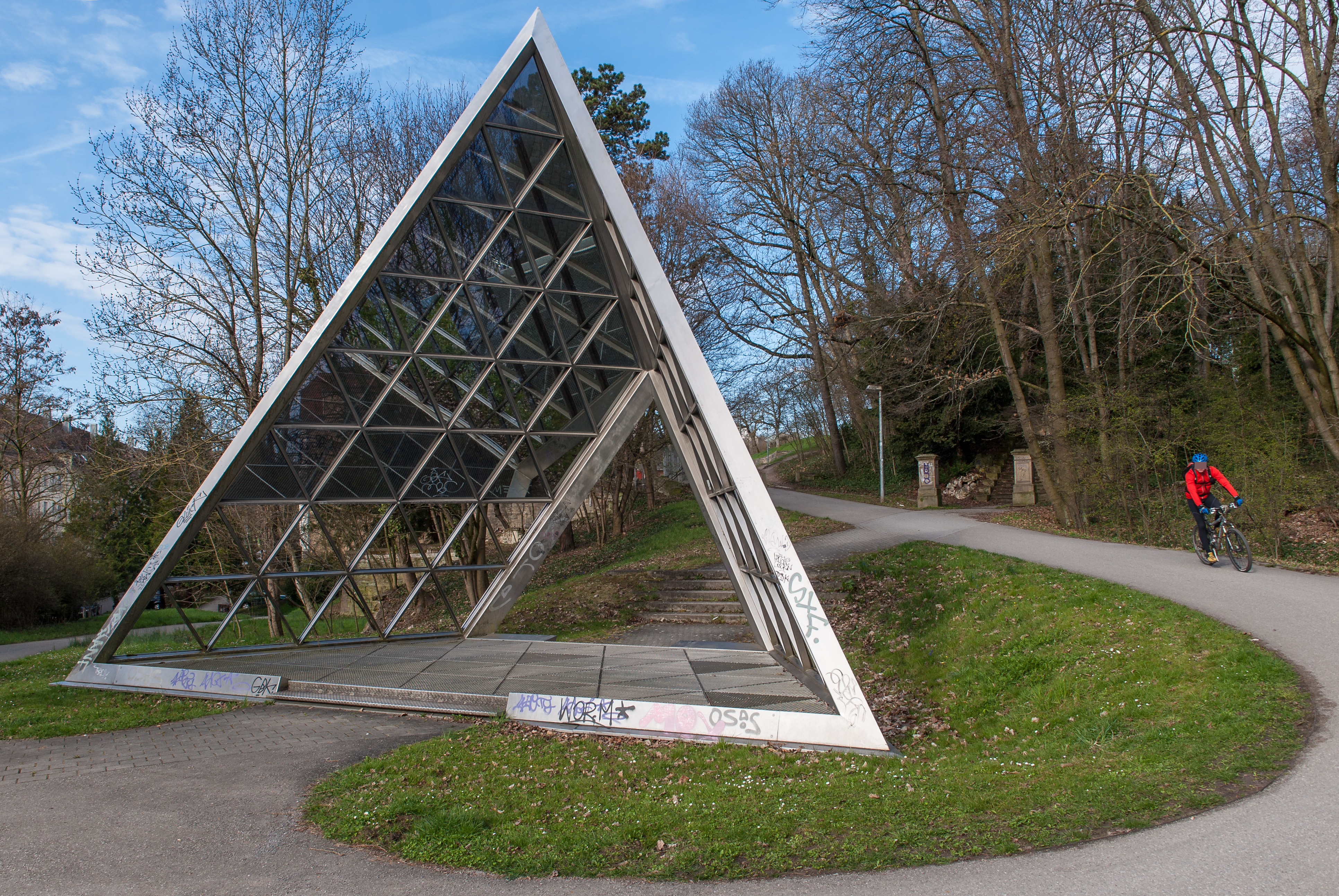
Gate of Hope, Stuttgart